# Époisses de Bourgogne
El Époisses, es un queso francés de la región de Borgoña, que se beneficia de una AOC desde 1991, y DOP a nivel europeo por el Reglamento de la Comisión n.º 1107/96. Se elabora en la región de Borgoña, en el departamento de Côte-d'Or, y toma su nombre del pueblo de Époisses.

## Historia
El Époisses es el más famoso de los quesos borgoñones y uno de los más conocidos de corteza lavada. El primer queso Époisses fue elaborado por monjes de la Abadía de Cîteaux en el siglo XVI. Mereció las alabanzas de Madame de Sévigné y se dice que Napoleón gustaba de él. Brillat-Savarin lo consideró el roi des fromages («rey de los quesos») en 1825. El período de máximo esplendor de este queso fue la segunda mitad del siglo XIX. Decayó y dejó de producirse durante la Segunda Guerra Mundial. Se reanudó su fabricación durante la posguerra.

## Elaboración
Se realiza este queso con leche cruda o pasteurizada de vaca. Normas estrictas regulan tanto el forraje del ganado como la leche. Se elabora siguiendo un complicado proceso artesanal. Se lava con agua salada, se mantiene en una bodega húmeda y después de un mes se lava de nuevo con una mezcla de agua de lluvia y aguardiente de uva, llamada marc de Borgoña, dos o tres veces a la semana. La maduración lleva de cuatro a ocho semanas.
En 1991, este queso obtuvo la certificación AOC, que establece que la elaboración debe seguir las siguientes reglas:
- La coagulación de la leche debe realizarse mediante ácido láctico durante 16 horas continuas.
- El cuajo debe cortarse, y no romperse.
- Tras escurrirlo solo puede usarse sal seca.

Bajo el reglamento AOC, solo quesos elaborados en comunas seleccionadas de los departamentos de Côte-d'Or, Haute-Marne y Yonne puede llevar la certificación.

## Denominación de origen
A nivel nacional, en Francia, el Epoisses es reconocido como appellation d'origine contrôlée (AOC) desde 1991. A partir de 1996, es una denominación de origen protegida (DOP) ante la Unión Europea. A nivel internacional, cuenta con registro como denominación de origen, conforme al Sistema de Lisboa, ante la Organización Mundial de la Propiedad Intelectual, desde el 29 de junio de 1998.

## Características

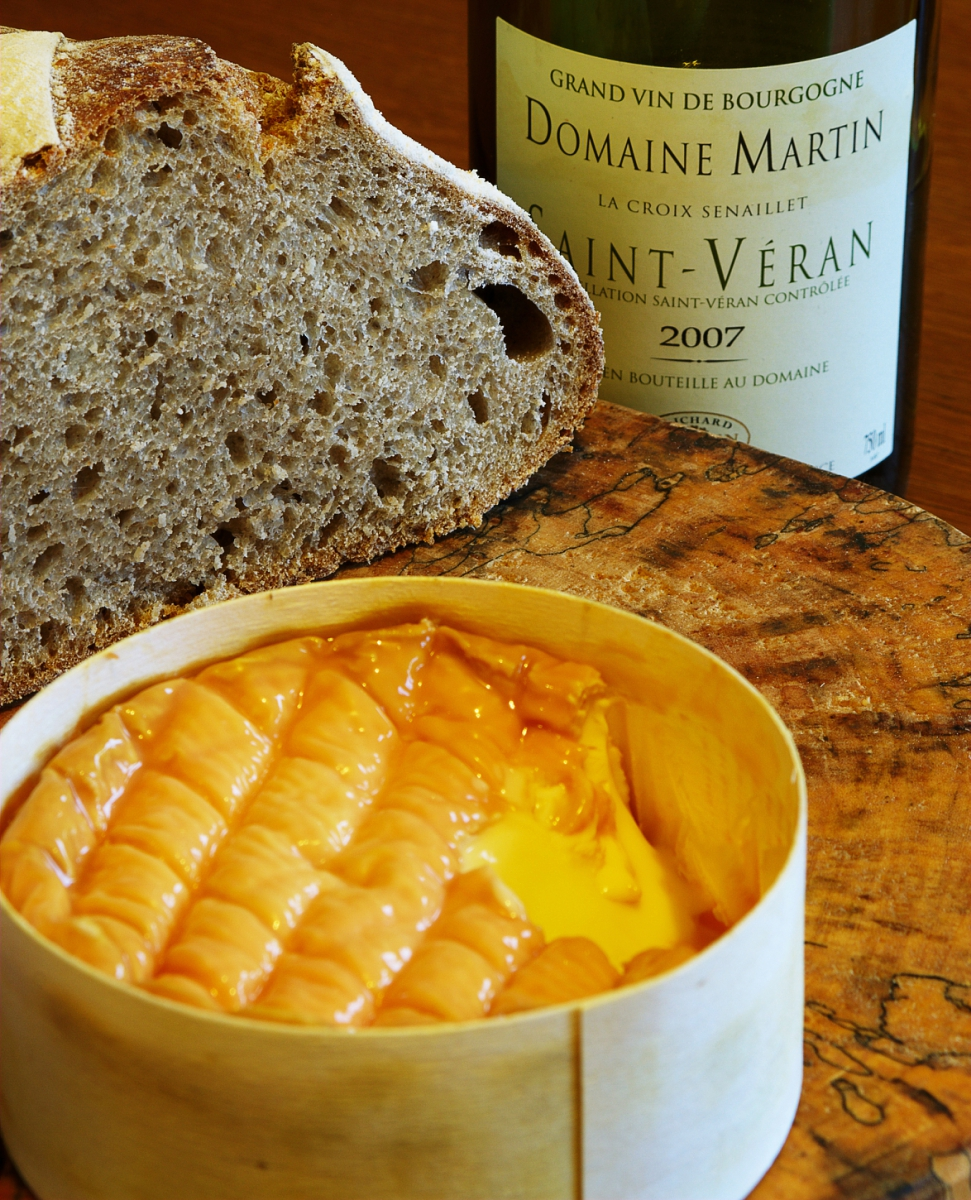
Queso Époisses y vino blanco acompañados de pan de masa madre.

Se trata de un queso con un 50 % de materia grasa. Su forma es cilíndrica, comercializándose en dos tamaños distintos. La corteza es brillante, con un color que, según el grado de madurez, va del marfil anaranjado a rojo-ladrillo. La pasta es flexible y untuosa. La característica más destacada de este queso es su fuerte olor, acre, agresivo, penetrante, expansivo, franco, con buqué, lo que llevó a que fuera prohibido llevarlo en el transporte público francés. Su sabor es potente y rico, picante y muy característico, la masa se derrite en la boca, dejando una delicada sensación cremosa en el paladar. Escribió Néstor Luján, en su obra Viaje a Francia, que este queso de Époísses, es «pastoso y untuoso, tiene un sabor peculiarísimo y acentuado».
El Époisses puede tomarse con un pan de pasas.[cita requerida] No suele usarse para cocinar. Los vinos que le van son Hautes-Côtes de Beaune (blanco y tinto), Hautes-Côtes de Nuits (blanco y tinto), o un blanco Pouilly-Fumé y tinto como el Côte-rôtie. Junto a un borgoña blanco o un vino dulce como el sauternes, se recomienda acompañarlo por el orujo con el que se lava la corteza: marc de Borgoña.[cita requerida]